# Distretto di Daxi
Il distretto di Daxi (大溪區S, Dàxī QūP) è un distretto della città di Taoyuan, situata a Taiwan.